# Linfield Football Club
Maillots
Actualités
Le Linfield Football Club, communément appelé Linfield et surnommé The Blues, est un club de football nord-irlandais fondé en 1886 dans les quartiers sud de Belfast.
Club historique du football irlandais, Linfield évolue depuis 1890 dans la plus haute du division du championnat d'Irlande du Nord sans n'avoir jamais connu la relégation. Le principal rival de Linfield est Glentoran, club de l'est de Belfast, avec qui il dispute le Belfast's Big Two, dont l'un des affrontements a traditionnellement lieu lors du Boxing day. Linfield est le club le plus titré du football nord-irlandais. Il est le tout premier lauréat du championnat irlandais en 1890-1891 et il détient à ce jour le record de 57 titres de champions, ce qui en fait le club au monde le plus titré dans son championnat national, devant les Écossais des Rangers FC (55).
Linfield joue ses matchs à domicile à Windsor Park depuis 1905, stade qui est aussi celui de l'équipe nationale d'Irlande du Nord.

## Histoire

### Formation et premières années (1886–1918)
Linfield est fondé en mars 1886 à Sandy Row, un quartier ouvrier du sud de Belfast, par des employés de l'Ulster Spinning Company's Linfield Mill. À l'origine, le club se dénomme Linfield Athletic Club et joue  sur un terrain situé à l'arrière de l'usine et connu sous le nom de The Meadow.
Le succès sportif de l'équipe pousse le club à chercher un terrain aménageable plus grand pour y construire un stade plus important. Il déménage ainsi vers Ulsterville Avenue en 1889. Le club y joue pendant cinq années avant qu'une opération immobilière l'oblige une nouvelle fois à déménager. Entre 1884 et 1897, Linfield joue tous ses matchs sur les terrains de leurs adversaires jusqu'à ce que le président du club, Robert Gibson, et d'autres membres du club louent un terrain à Myrtlefield dans le quartier de Balmoral. Une fois encore cet établissement est temporaire puisque Linfield n'y réside que jusqu'en 1905. C'est en 1905 que le club déménage à Windsor Park, où a été construit un stade à la suite de l'achat d'un terrain le long de la Windsor Avenue en 1904. Le club y joue son premier match le 2 septembre 1905 face à Glentoran.
Ces premières années sont signe de succès pour Linfield qui engrange 12 titres de champions entre la saison inaugurale du championnat d'Irlande et le commencement de la Première Guerre mondiale, qui entraîne l'interruption du championnat. Un championnat local, la Belfast & District League, que Linfield remporte en 1916 et en 1918, est organisé en attendant la fin de la guerre. Linfield remporte également deux coupes d'Irlande lors de cette période de guerre, aux dépens du Belfast Celtic en 1915, et de Glentoran en 1916.

## Bilan sportif

### Palmarès
Linfield a remporté 57 fois le Championnat d'Irlande du Nord de football et 44 fois la Coupe d'Irlande du Nord de football. Lors de la saison 2005-2006 et pour la troisième fois dans son histoire, il a gagné tous les trophées nationaux mis en jeu au niveau national. Seuls deux clubs ont tenté de rivaliser avec Linfield : Glentoran FC et le disparu Belfast Celtic.
Linfield a remporté 23 fois un doublé Coupe d'Irlande du Nord – Championnat d'Irlande du Nord. Le club a même réalisé trois fois consécutivement ce doublé entre 2006 et 2008.
En 2005, Linfield a remporté la première Setanta Sports Cup, une compétition transnationale rassemblant les meilleurs clubs irlandais et nord-irlandais, en battant Shelbourne FC par 2 buts à 0 à Dublin.
| Compétitions nationales |
| --- |
| |
| - Championnat d'Irlande du Nord (57) - Champion : 1891, 1892, 1893, 1895, 1898, 1902, 1904, 1907, 1908, 1909, 1911, 1914, 1922, 1923, 1930, 1932, 1934, 1935, 1949, 1950, 1954, 1955, 1956, 1959, 1961, 1962, 1966, 1969, 1971, 1975, 1978, 1979, 1980, 1982, 1983, 1984, 1985, 1986, 1987, 1989, 1993, 1994, 2000, 2001, 2004, 2006, 2007, 2008, 2010, 2011, 2012, 2017, 2019, 2020, 2021, 2022 et 2025 - Coupe d'Irlande du Nord (44) - Vainqueur : 1891, 1892, 1893, 1895, 1898, 1899, 1902, 1904, 1912, 1913, 1915, 1916, 1919, 1922, 1923, 1930, 1931, 1934, 1936, 1939, 1942, 1945, 1946, 1948, 1950, 1953, 1960, 1962, 1963, 1970, 1978, 1980, 1982, 1994, 1995, 2002, 2006, 2007, 2008, 2010, 2011, 2012, 2017 et 2021 - Finaliste : 1894, 1914, 1918, 1926, 1932, 1937, 1941, 1944, 1958, 1961, 1966, 1968, 1973, 1975, 1976, 1977, 1983, 1985, 1992, 2001, 2016, 2024 - Coupe de la Ligue d'Irlande du Nord (12) - Vainqueur : 1987, 1992, 1994, 1998, 1999, 2000, 2002, 2006, 2008, 2019, 2023, 2024 - Finaliste : 1989, 2003, 2005 - Supercoupe d'Irlande du Nord (4) - Vainqueur : 1993, 1994, 2000, 2017 - Finaliste : 2022 - Setanta Sports Cup (1) - Vainqueur : 2005 - Finaliste : 2007 - Tyler Cup (1) - Vainqueur : 1981 |

### Bilan européen
Dominant régulièrement le football nord-irlandais, Linfield est le club national qui a le plus participé aux Coupes d’Europe. Leur meilleur résultat est un quart de finale lors de la Coupe des clubs champions au cours de l'édition 1966-1967. Après avoir facilement battu les Luxembourgeois de l’Aris Bonnevoie au premier tour, puis les Norvégiens de Vålerenga Fotball au deuxième, Linfield a rencontré les Bulgares du CSKA Sofia en quart de finale. Lors du match aller à Windsor Park, les deux équipes ne peuvent se départager et font match nul 2-2. Au match retour, Sofia l’emporte sur son terrain 1 but à 0, signifiant l'élimination de Linfield. Lors de la Coupe des clubs champions 1984-1985, Linfield se qualifie pour le deuxième tour en battant, grâce à la règle des buts marqués à l’extérieur, le club de la république d'Irlande, les Shamrock Rovers. Au deuxième tour, l'équipe perd contre le futur demi-finaliste, le Panathinaïkos.

#### Bilan
| Compétition                | P  | M   | V  | N  | D  | BP  | BC  | Diff. |
| -------------------------- | -- | --- | -- | -- | -- | --- | --- | ----- |
| Ligue des champions (C1)   | 33 | 80  | 12 | 24 | 44 | 69  | 139 | -70   |
| Coupe des coupes (C2)      | 3  | 6   | 2  | 0  | 4  | 6   | 11  | -5    |
| Ligue Europa (C3)          | 15 | 43  | 13 | 9  | 21 | 49  | 78  | -29   |
| Ligue Conférence (C4)      | 5  | 16  | 5  | 4  | 7  | 24  | 23  | +1    |
| Coupe des villes de foires | 2  | 4   | 1  | 0  | 3  | 3   | 11  | -8    |
| Total                      | 58 | 148 | 33 | 37 | 79 | 151 | 262 | -111  |

#### Résultats
Légende
- Victoire ou qualification pour le tour suivant
- Match nul
- Défaite ou élimination de la compétition

Note : dans les résultats ci-dessous, le score du club est toujours donné en premier
| Saison    | Compétition                | Tour                | Club                     | Domicile | Extérieur | Total             |
| --------- | -------------------------- | ------------------- | ------------------------ | -------- | --------- | ----------------- |
| 1959-1960 | Coupe des clubs champions  | Tour préliminaire   | IFK Göteborg             | 2 - 1    | 1 - 6     | 3 - 7             |
| 1961-1962 | Coupe des clubs champions  | Tour préliminaire   | Vorwärts Berlin          | Forfait  | 0 - 3     | 0 - 3             |
| 1962-1963 | Coupe des clubs champions  | Seizièmes de finale | Esbjerg fB               | 1 - 2    | 0 - 0     | 1 - 2             |
| 1963-1964 | Coupe des coupes           | Huitièmes de finale | Fenerbahçe SK            | 2 - 0    | 1 - 4     | 3 - 4             |
| 1966-1967 | Coupe des clubs champions  | Seizièmes de finale | Aris Bonnevoie           | 6 - 1    | 3 - 3     | 9 - 4             |
| 1966-1967 | Coupe des clubs champions  | Huitièmes de finale | Vålerenga IF             | 1 - 1    | 4 - 1     | 5 - 3             |
| 1966-1967 | Coupe des clubs champions  | Quarts de finale    | CSKA Sofia               | 2 - 2    | 0 - 1     | 2 - 3             |
| 1967-1968 | Coupe des villes de foires | 32es de finale      | Lokomotive Leipzig       | 1 - 0    | 2 - 5     | 2 - 5             |
| 1968-1969 | Coupe des villes de foires | 32es de finale      | Vitória Setúbal          | 1 - 3    | 0 - 3     | 1 - 6             |
| 1969-1970 | Coupe des clubs champions  | Seizièmes de finale | Étoile rouge de Belgrade | 2 - 4    | 0 - 8     | 2 - 12            |
| 1970-1971 | Coupe des coupes           | Seizièmes de finale | Manchester City          | 2 - 1    | 0 - 1     | 2 - 2E            |
| 1971-1972 | Coupe des clubs champions  | Seizièmes de finale | Standard de Liège        | 2 - 3    | 0 - 2     | 2 - 5             |
| 1975-1976 | Coupe des clubs champions  | Seizièmes de finale | PSV Eindhoven            | 1 - 2    | 0 - 8     | 1 - 10            |
| 1978-1979 | Coupe des clubs champions  | Seizièmes de finale | Lillestrøm SK            | 0 - 0    | 0 - 1     | 0 - 1             |
| 1979-1980 | Coupe des clubs champions  | Tour préliminaire   | Dundalk FC               | 0 - 2    | 1 - 1     | 1 - 3             |
| 1980-1981 | Coupe des clubs champions  | Seizièmes de finale | FC Nantes                | 0 - 1    | 0 - 2     | 0 - 3             |
| 1981-1982 | Coupe UEFA                 | 32es de finale      | KSK Beveren              | 0 - 5    | 0 - 3     | 0 - 8             |
| 1982-1983 | Coupe des clubs champions  | Seizièmes de finale | 17 Nëntori               | 2 - 1    | 0 - 1     | 2 - 2E            |
| 1983-1984 | Coupe des clubs champions  | Seizièmes de finale | Benfica Lisbonne         | 2 - 3    | 0 - 3     | 2 - 6             |
| 1984-1985 | Coupe des clubs champions  | Seizièmes de finale | FC Nantes                | 0 - 0    | 1 - 1     | 1E - 1            |
| 1984-1985 | Coupe des clubs champions  | Huitièmes de finale | Panathinaïkos            | 3 - 3    | 1 - 2     | 4 - 5             |
| 1985-1986 | Coupe des clubs champions  | Seizièmes de finale | Servette FC              | 2 - 2    | 1 - 2     | 3 - 4             |
| 1986-1987 | Coupe des clubs champions  | Seizièmes de finale | Rosenborg BK             | 1 - 1    | 0 - 1     | 1 - 2             |
| 1987-1988 | Coupe des clubs champions  | Seizièmes de finale | Lillestrøm SK            | 2 - 4    | 1 - 1     | 3 - 5             |
| 1988-1989 | Coupe UEFA                 | 32es de finale      | TPS Turku                | 1 - 1    | 0 - 0     | 1 - 1E            |
| 1989-1990 | Coupe des clubs champions  | Seizièmes de finale | FK Dnipro                | 1 - 2    | 0 - 1     | 1 - 3             |
| 1993-1994 | Ligue des champions        | Tour préliminaire   | Dinamo Tbilissi          | 1 - 2    | 1 - 1     | Forfait           |
| 1993-1994 | Ligue des champions        | Seizièmes de finale | FC Copenhague            | 3 - 0    | 0 - 4 ap  | 3 - 4             |
| 1994-1995 | Coupe UEFA                 | Tour préliminaire   | FH Hafnarfjörður         | 3 - 1    | 0 - 1     | 3 - 2             |
| 1994-1995 | Coupe UEFA                 | 32es de finale      | OB Odense                | 1 - 1    | 0 - 5     | 1 - 6             |
| 1995-1996 | Coupe des coupes           | Tour préliminaire   | Chakhtar Donetsk         | 0 - 1    | 1 - 4     | 1 - 5             |
| 1998-1999 | Coupe UEFA                 | Premier tour Q      | Omonia Nicosie           | 5 - 3    | 1 - 5     | 6 - 8             |
| 1999-2000 | Coupe UEFA                 | Tour préliminaire   | Lokomotiv Tbilissi       | 1 - 1    | 0 - 1     | 1 - 2             |
| 2000-2001 | Ligue des champions        | Premier tour Q      | Haka Valkeakoski         | 2 - 1    | 0 - 1     | 2 - 2E            |
| 2001-2002 | Ligue des champions        | Premier tour Q      | Torpedo Koutaïssi        | 0 - 0    | 0 - 1     | 0 - 1             |
| 2002-2003 | Coupe UEFA                 | Tour préliminaire   | Stabæk                   | 1 - 1    | 0 - 4     | 1 - 5             |
| 2004-2005 | Ligue des champions        | Premier tour Q      | HJK Helsinki             | 0 - 1    | 0 - 1     | 0 - 2             |
| 2005-2006 | Coupe UEFA                 | Premier tour Q      | FK Ventspils             | 1 - 0    | 1 - 2     | 2E - 2            |
| 2005-2006 | Coupe UEFA                 | Deuxième tour Q     | Halmstads BK             | 2 - 4    | 1 - 1     | 3 - 5             |
| 2006-2007 | Ligue des champions        | Premier tour Q      | ND Gorica                | 1 - 3    | 2 - 2     | 3 - 5             |
| 2007-2008 | Ligue des champions        | Premier tour Q      | IF Elfsborg              | 0 - 0    | 0 - 1     | 0 - 1             |
| 2008-2009 | Ligue des champions        | Premier tour Q      | Dinamo Zagreb            | 0 - 2    | 1 - 1     | 1 - 3             |
| 2009-2010 | Ligue Europa               | Premier tour Q      | Randers FC               | 0 - 3    | 0 - 4     | 0 - 7             |
| 2010-2011 | Ligue des champions        | Deuxième tour Q     | Rosenborg BK             | 0 - 0    | 0 - 2     | 0 - 2             |
| 2011-2012 | Ligue des champions        | Deuxième tour Q     | BATE Borisov             | 1 - 1    | 0 - 2     | 1 - 3             |
| 2012-2013 | Ligue des champions        | Premier tour Q      | B36 Tórshavn             | 0 - 0    | 0 - 0 ap  | 0 - 0 (4 - 3 tab) |
| 2012-2013 | Ligue des champions        | Deuxième tour Q     | AEL Limassol             | 0 - 0    | 0 - 3     | 0 - 3             |
| 2013-2014 | Ligue Europa               | Premier tour Q      | ÍF Fuglafjørður          | 3 - 0    | 2 - 0     | 5 - 0             |
| 2013-2014 | Ligue Europa               | Deuxième tour Q     | AO Xanthi                | 1 - 2 ap | 1 - 0     | 2 - 2E            |
| 2014-2015 | Ligue Europa               | Premier tour Q      | B36 Tórshavn             | 1 - 1    | 2 - 1     | 3 - 2             |
| 2014-2015 | Ligue Europa               | Deuxième tour Q     | AIK Solna                | 1 - 0    | 0 - 2     | 1 - 2             |
| 2015-2016 | Ligue Europa               | Premier tour Q      | NSÍ Runavík              | 2 - 0    | 3 - 4     | 5 - 4             |
| 2015-2016 | Ligue Europa               | Deuxième tour Q     | Spartak Trnava           | 1 - 3    | 1 - 2     | 2 - 5             |
| 2016-2017 | Ligue Europa               | Premier tour Q      | Cork City                | 0 - 1    | 1 - 1     | 1 - 2             |
| 2017-2018 | Ligue des champions        | Premier tour Q      | SP La Fiorita            | 1 - 0    | 0 - 0     | 1 - 0             |
| 2017-2018 | Ligue des champions        | Deuxième tour Q     | Celtic FC                | 0 - 2    | 0 - 4     | 0 - 6             |
| 2019-2020 | Ligue des champions        | Premier tour Q      | Rosenborg BK             | 0 - 2    | 0 - 4     | 0 - 6             |
| 2019-2020 | Ligue Europa               | Deuxième tour Q     | HB Tórshavn              | 1 - 0    | 2 - 2     | 3 - 2             |
| 2019-2020 | Ligue Europa               | Troisième tour Q    | Sutjeska Nikšić          | 3 - 2    | 2 - 1     | 5 - 3             |
| 2019-2020 | Ligue Europa               | Barrages Q          | Qarabağ FK               | 3 - 2    | 1 - 2     | 4 - 4E            |
| 2020-2021 | Ligue des champions        | Tour préliminaire   | SP Tre Fiori             | 2 - 0    | 2 - 0     | 2 - 0             |
| 2020-2021 | Ligue des champions        | Tour préliminaire   | KF Drita                 | 3 - 0    | 3 - 0     | 3 - 0             |
| 2020-2021 | Ligue des champions        | Premier tour Q      | Legia Varsovie           | N/A      | 0 - 1     | 0 - 1             |
| 2020-2021 | Ligue Europa               | Deuxième tour Q     | Floriana FC              | 0 - 1    | N/A       | 0 - 1             |
| 2021-2022 | Ligue des champions        | Premier tour Q      | Žalgiris Vilnius         | 0 - 2    | 0 - 4     | 0 - 6             |
| 2021-2022 | Ligue Europa Conférence    | Deuxième tour Q     | Borac Banja Luka         | 1 - 0    | 2 - 2     | 3 - 2             |
| 2021-2022 | Ligue Europa Conférence    | Troisième tour Q    | CS Fola Esch             | 1 - 2    | 1 - 2     | 2 - 4             |
| 2022-2023 | Ligue des champions        | Premier tour Q      | The New Saints           | 2 - 0 ap | 0 - 1     | 2 - 1             |
| 2022-2023 | Ligue des champions        | Deuxième tour Q     | FK Bodø/Glimt            | 1 - 0    | 0 - 8     | 1 - 8             |
| 2022-2023 | Ligue Europa               | Troisième tour Q    | FC Zurich                | 0 - 2    | 0 - 3     | 0 - 5             |
| 2022-2023 | Ligue Europa Conférence    | Barrages Q          | FK RFS                   | 1 - 1 ap | 2 - 2     | 3 - 3 (2 - 4 tab) |
| 2023-2024 | Ligue Europa Conférence    | Premier tour Q      | Vllaznia Shkodër         | 3 - 1    | 0 - 1     | 3 - 2             |
| 2023-2024 | Ligue Europa Conférence    | Deuxième tour Q     | Pogoń Szczecin           | 2 - 5    | 2 - 3     | 4 - 8             |
| 2024-2025 | Ligue Conférence           | Premier tour Q      | UMF Stjarnan             | 3 - 2    | 0 - 2     | 3 - 4             |
| 2025-2026 | Ligue des champions        | Premier tour Q      | Shelbourne FC            | 1 - 1    | 0 - 1     | 1 - 2             |
| 2025-2026 | Ligue Conférence           | Deuxième tour Q     | Žalgiris Vilnius         | 2 - 0    | 0 - 0     | 2 - 0             |
| 2025-2026 | Ligue Conférence           | Troisième tour Q    | Víkingur Gøta            | 2 - 0    | 1 - 2     | 3 - 2             |
| 2025-2026 | Ligue Conférence           | Barrages Q          | Shelbourne FC            | -        | -         | -                 |

1. ↑  Le match retour prévu à domicile n'est pas disputé, l'équipe est-allemande se voyant refuser les visas nécessaire à l'entrée sur le territoire britannique. Ne parvenant pas à trouver d'alternative pour les accueillir, Linfield n'a d'autre choix que de déclarer forfait.
2. ↑  Malgré son avantage au score, le Dinamo Tbilissi est exclu de la compétition pour avoir tenté de soudoyer l'arbitre lors du match aller disputé en Géorgie.

## Joueurs et personnalités du club

### Entraîneurs
Le tableau suivant présente la liste des entraîneurs du club depuis 1886.
| Rang | Nom             | Période   |
| ---- | --------------- | --------- |
| 1    | Comité d'équipe | 1886-1??? |
| 2    | Lincoln Hyde    | 1???-1??? |
| 3    | Tommy Sloan     | 1???-1??? |
| 4    | Billy McCleery  | 1939-1940 |
| 5    | Tommy Brolly    | 1940-1943 |
| 6    | Jack Challinor  | 19??-19?? |
| 7    | John Hutton     | 19??-19?? |
| 8    | Tully Craig     | 1952-1953 |
| 9    | Gibby Mackenzie | 19??-19?? |

| Rang | Nom            | Période   |
| ---- | -------------- | --------- |
| 10   | Jackie Milburn | 1957-1960 |
| 11   | Isaac McDowell | 1960-1962 |
| 12   | Tommy Dickson  | 1962-1965 |
| 13   | Tommy Leishman | 1965-1967 |
| 14   | Ewan Fenton    | 196-1970  |
| 15   | Dennis Viollet | 1969-1970 |
| 16   | Billy Bingham  | 1970-1971 |
| 17   | Jimmy Hill     | 1971-1972 |
| 18   | Sammy Hatton   | 1972-1973 |

| Rang | Nom             | Période   |
| ---- | --------------- | --------- |
| 19   | Billy Sinclair  | 1973-1974 |
| 20   | Billy Campbell  | 1974-1975 |
| 21   | Roy Coyle       | 1975-1990 |
| 22   | Eric Bowyer     | 1990-1992 |
| 23   | Trevor Anderson | 1992-1997 |
| 24   | David Jeffrey   | 1997-2014 |
| 25   | Warren Feeney   | 2014-2015 |
| 26   | David Healy     | 2015-     |

## Supporters, rivalités et identité
Linfield est le club nord-irlandais qui attire le plus grand nombre de supporters de son championnat. Fondé dans un quartier de Belfast essentiellement protestant et loyaliste, où son stade de Windsor Park est toujours situé, Linfield est généralement perçu comme un « club protestant » de par son histoire liée à la communauté protestante d'Irlande du Nord, d’où provient l’essentiel de ses supporters,. Cet ancrage sociologique ainsi que la supposée politique de recrutement qui empêchait à des catholiques de rejoindre le club et le comportement de ses supporters, donne au club d'être souvent perçu comme sectaire, à l’instar des Rangers. Bien que l’équipe soit composée depuis les années 2000 de joueurs provenant aussi bien des communautés catholiques que protestantes, les supporters se sont souvent fait remarquer par des chants anti-catholiques ainsi que par des actes de violence lors des rencontres les opposant aux clubs proches de la communauté catholique d’Irlande.
Si l'équipe est depuis les années 2000 composée de joueurs issus des deux communautés et identités religieuses de la ville, Linfield alignait très peu de joueurs catholiques lors des Troubles. Cet état de fait a fait supposer l'existence d'une politique de recrutement discriminatoire envers les joueurs catholiques, bien que l'existence officielle de celle-ci soit remise en cause par certains. Cette situation serait alors plutôt attribuée à un contexte sociologique propre à l'Irlande du Nord, des entreprises comme Harland and Wolff, par exemple, ne recrutaient également pas de catholiques.

### Rivalités
Les tensions autour du conflit identitaire et religieux irlandais ont fréquemment été la cause de débordements des supporters lors des matchs de Linfield au cours du XXe siècle. L'un des principaux rivaux de Linfield au début du XXe est le Belfast Celtic, club de la communauté catholique et républicaine de Belfast. Les deux clubs étant alors les plus performants, la rivalité est autant sportive que nourrie par les antagonisme culturels et politiques locaux. En 1948 lors d'un match entre les deux équipes à Windsor Park, le match est interrompu après que des supporters aient procédé à l'envahissement de celui-ci, y chassant les joueurs du Celtic. L'un d'eux, l'attaquant protestant du Celtic Jimmy Jones, voit sa jambe être cassée par des supporters de Linfield. C'est à l'issue de cet événement que le Belfast Celtic décide de quitter définitivement le championnat et de cesser d'exister.
À la suite de ce départ du football du Celtic, le principal rival de Linfield devient Glentoran, un club de l'est de la ville et d'un quartier essentiellement protestant. Les rencontres entre les deux équipes sont appelées le Big Two, un terme qui était utilisé précédemment pour désigner les matchs opposant Linfield au Celtic.

## Structures et équipements
Avant de s'installer à Windsor Park, le club joue à différents endroits dans le sud de Belfast.

### Windsor Park

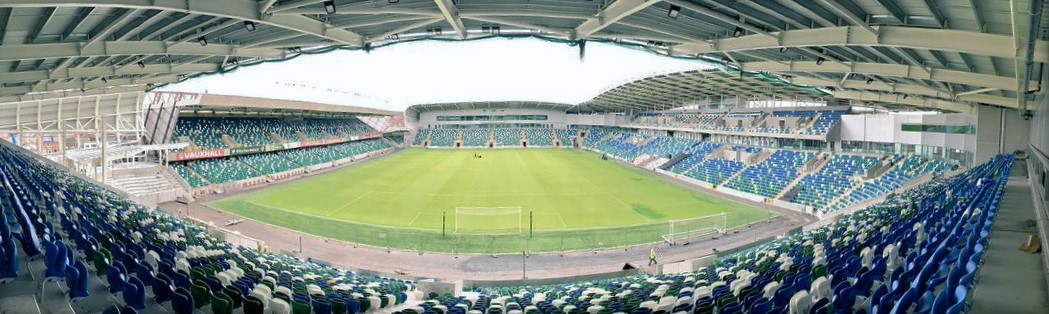
Windsor Park

Le club évolue à Windsor Park depuis 1905. Le stade, localisé dans le sud de Belfast, a été construit à l'initiative du club qui acquiert en 1904 des terrains, appelés Bog meadows, le long de la Windsor Avenue. L'enceinte a pu contenir jusqu'à 60 000 spectateurs, avant que sa capacité soit réduite pour des raisons de sécurité. En 1930, l'ancienne South Stand est construite par Archibald Leitch, un célèbre architecte britannique spécialisé dans la construction de stades. Cette tribune est inaugurée au cours d'un match les opposant aux Rangers. L'éclairage électrique est installé dans les années 1950.
Le club est propriétaire et le loue à l’IFA qui l'utilise habituellement pour les matchs à domicile de l'équipe d'Irlande du Nord. Cette location a permis pendant plusieurs années à Linfield de recevoir 15 % des recettes de billetterie, des droits télévisuels et commerciaux engendrés par ces matchs internationaux. Depuis 2012, l'IFA loue le stade à Linfield contre 200 000 livres sterling par an pour une durée de 51 ans.